# ارتفاع ضغط الدم غير المستقر
يحدث ارتفاع ضغط الدم عند حدوث تغيرات غير متوقعة في ضغط الدم. يمكن استخدام المصطلح من أجل وصف متى يكون لدى الأشخاص قياسات ضغط دم تتقلب فجأة من ارتفاع غير طبيعي، نحو 130/80 ملم زئبق أو أكثر وتعود إلى نطاقها الطبيعي.
المرضى الذين يعانون من ارتفاع ضغط الدم قد يكون لديهم نتاج قلبي أعلى ومقاومة محيطية أقل من غيرهم. العوامل السلوكية ونمط الحياة هما العاملان الرئيسيان اللذان يؤديان إلى ارتفاع ضغط الدم. من المحتمل أن تؤدي العوامل الخارجية مثل الأنشطة البدنية والأرق وتناول الصوديوم إلى زيادة حدوث ارتفاع ضغط الدم الوريدي. قد يساهم انخفاض الامتثال الشرياني وفشل منعكس الضغط في إثارة الاستجابة أيضًا. يشخص عادةً خلال 24 ساعة من مراقبة ضغط الدم المتنقلة والتي يمكن أخذ قياسات لها في المنزل دون الحاجة إلى زيارة مكتب الطبيب.
يمكن أن يكون ارتفاع ضغط الدم الوريدي عامل خطر رئيسي قد يساهم في الإصابة بالسكتة الدماغية أو أمراض القلب والأوعية الدموية (سي في دي). تتضمن الوقاية من المضاعفات التي تهدد الحياة تغييرات في نمط الحياة مثل تجنب التدخين وتقليل كمية الملح والكافيين والكحول المتناول. لا توجد معايير محددة لعلاج ارتفاع ضغط الدم الوريدي لأن هناك العديد من الآليات الأساسية التي تختلف باختلاف الأعراض. نظرًا لأن الضغوطات هي السبب الرئيسي لارتفاع ضغط الدم الوراثي، فقد يشمل العلاج الشائع الأدوية الموصوفة مثل الأقراص المضادة للقلق لتقليل الضغوطات العاطفية، وغير ذلك، بالإضافة إلى تقليل مخاطر ارتفاع ضغط الدم المتقطع. ما تزال الفيزيولوجيا المرضية تجد علاجًا محددًا والوقاية من ارتفاع ضغط الدم.

## أنواع ارتفاع ضغط الدم
هناك نوعان مختلفان من ارتفاع ضغط الدم، على الرغم من أن الآليات الأساسية التي يتقلب فيها ضغط الدم من كونه طبيعيًا إلى مرتفع بشكل غير طبيعي تبقى مثلما هي.
- ارتفاع ضغط الدم المتغير: يحدث عادةً أثناء الضغوط العاطفية أو الاجتماعية وقد لا تظهر عليه أعراض جسدية. في الوقت الحالي، هناك قيود على المعرفة الحالية وراء آليات ارتفاع ضغط الدم الوراثي وما يزال الأطباء يبحثون عن طريقة إدارة سريرية مستقبلية.
- ارتفاع ضغط الدم الانتيابي: يحدث بشكل عشوائي خلال النهار ولكن يُقال إن ارتفاع ضغط الدم الانتيابي ناتج عن مشاعر مكبوتة مثل الخوف الشديد بسبب صدمة سابقة. بعض الأعراض الجسدية المصاحبة تشمل الصداع والضعف والخوف. يختلف ارتفاع ضغط الدم الانتيابي عن اضطراب الهلع الذي يتميز بارتفاع شديد في ضغط الدم لا ينجم عن الخوف.[3] في حالة اضطراب الهلع، يكون ارتفاع ضغط الدم خفيفًا بشكل عام ويحدث عادةً بسبب الخوف أو الذعر. توجد نسبة صغيرة، نحو 2٪ ممن يثيرون الشكوك حول إصابتهم بورم القواتم، وهو ورم في الغدد الكظرية. وهذا يشمل الجهاز العصبي السمبثاوي ويتوفر علاج لارتفاع ضغط الدم الانتيابي. [4]

## الأعراض
بشكل عام، لا يُظهر ارتفاع ضغط الدم الوخيم أي أعراض جسدية أثناء تقلبات ضغط الدم. عادة ما يحدث ارتفاع وانخفاض قراءة ضغط الدم دون تدخل. ومع ذلك، إذا بقي ضغط الراحة الطبيعي مفرطًا بشكل غير طبيعي، فإن العلامات والأعراض الشائعة الموجودة تشمل: الصداع، وخفقان القلب، والاحمرار، وطنين الأذن (رنين أو ضوضاء في إحدى الأذنين أو كلتيهما)، وضعف الجسم، والدوخة، والتعرق. قد يصف البعض الأعراض على أنها مفاجئة في البداية بحيث لا يثيرها الإجهاد. قد تتراوح نوبات هذه الأعراض من نصف ساعة إلى عدة ساعات، وتتراوح النوبات المتكررة من مرة أو مرتين في اليوم إلى بضعة أشهر.